# Johan Rodin
Johan Rodin, född 2 mars 1755 i Mariestad, död 24 september 1783 i Göteborg, var en svensk  målare, tecknare, gravör och ritmästare.
Johan Rodin var son till hattmakaren Johan Rodin och Johanna Nyman, och från 1780 gift med Christina Eleonora Blom. 
Rodin skrevs 1767 in på ett nioårigt kontrakt vid hovgravören Per Flodings nyinrättade gravyrskola i Stockholm. Flodings häftiga lynne ledde till att han blodigt misshandlade Rodin vilket 1769 ledde till en rättegång i hallrätten där Rodin befriades från sitt kontrakt. 
Han fortsatte sina studier för kyrkomålaren Nils Åvall i Borås 1770–1774 och flyttade till Göteborg 1775 där han fick tillstånd från magistraten 1776 att bedriva undervisning i teckning. Han blev mästare i Göteborgs Målareämbete 1780 trots att några genom olika trakasserier försökt hindra hans inträde. 
På en utställning i Lidköping 1877 [källa behövs]visades ett antal av hans akvareller. Hans mästarstycke Susanna i Babylon som är målat i olja skänktes till Torslanda kyrka. 
Hans konst består av blomsterstilleben, porträtt och landskap utförda olja, pastell, rödkrita, akvarell samt laveringar. Rodin finns representerad vid Nationalmuseum i Stockholm.